# Argyrodendron
Argyrodendron es un género de árboles perteneciente a la familia Malvaceae. Son originarios de Malasia, Nueva Guinea, Nueva Caledonia y Australia, donde se encuentran en las selvas lluviosas.
Argyrodendron ha sido tratado como un sinçonimo de Heritiera, pero recientes estudios  moleculares han demostrado su diferencia.

## Descripción
En su hábitat natural, pueden crecer hasta los 40-60 metros de altura, pero rara vez alcanzan estas proporciones en el cultivo. Las bases de los árboles son grandes y por lo general,   reforzadas. Las hojas son de color blanco o plateado en la parte inferior. Argyrodendron actinophyllum y Argyrodendron trifoliolatum se producen en matorrales y bosques a lo largo de la costa este de Australia, pero Argyrodendron peralatum tiene una distribución restringida en el norte de Queensland entre Tully y Cooktown.

## Especies
Argyrodendron actinophyllum

Argyrodendron peralatum

Argyrodendron polyandrum

Argyrodendron trifoliolatum

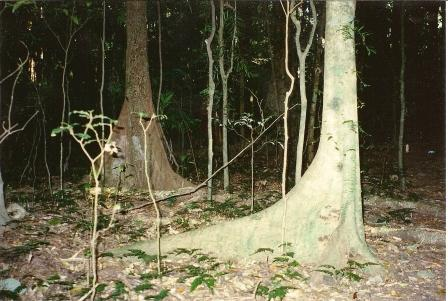
A. actinophyllum y A. trifoliolatum en el Parque Nacional Toonumbar, New South Wales, Australia